# Перстач (вузол)
В теорії вузлів вузол «Перстач»[джерело?], відомий також як печатка Соломона або п'ятилисник, — це один з двох вузлів з числом перетинів п'ять, інший вузол — тричі скручений вузол. Вузол зазначений як вузол 51 у нотації Александера — Бріггза і може бути також описаний як (5,2)-торичний вузол. Перстач є замкнутою версією подвійного вузла.

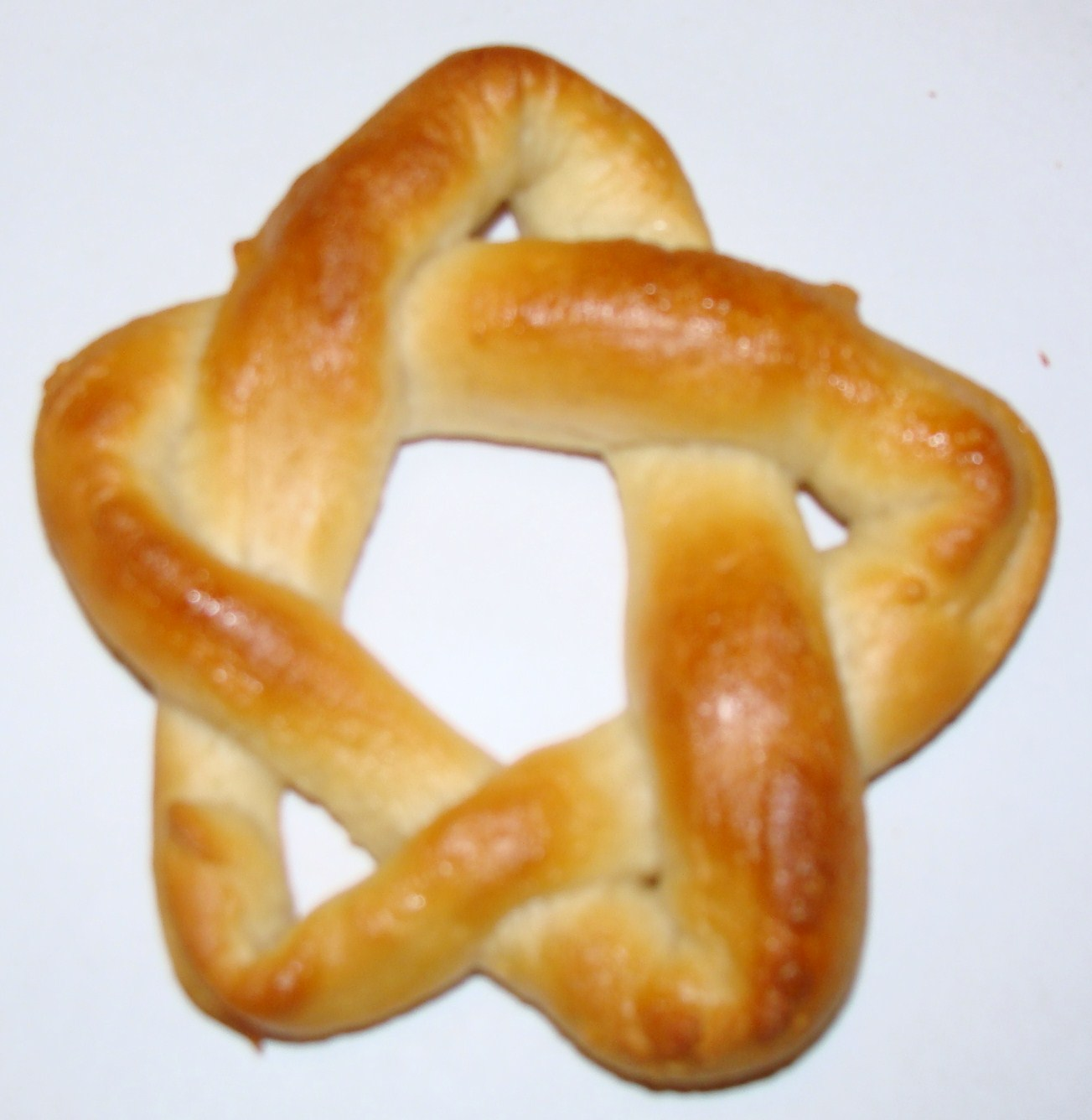
Їстівний вузол «перстач».

Перстач є простим вузлом, його число закрученості дорівнює 5 і він є оборотним, але він не амфіхіральний. Його многочлен Александера дорівнює
{\displaystyle \Delta (t)=t^{2}-t+1-t^{-1}+t^{-2}} ,
многочлен Конвея дорівнює
{\displaystyle \nabla (z)=z^{4}+3z^{2}+1} ,
а його многочлен Джонса дорівнює
{\displaystyle V(q)=q^{-2}+q^{-4}-q^{-5}+q^{-6}-q^{-7}} .
Дивно, але такі ж многочлени Александера, Конвея і Джонса має вузол 10132. Для їх розрізнення можна скористатись многочленом Кауфмана.
Назву «перстач» вузол отримав через подібність з п'ятипелюстковою квіткою перстача.